# Premier maréchal d'Empire
Ne doit pas être confondu avec Maréchal d'Empire.
Premier maréchal d'Empire est un titre militaire honorifique institué le 2 avril 1938 à l'initiative spontanée d'un groupe de députés et sénateurs fascistes, dans le but de célébrer le rôle joué par Benito Mussolini dans le succès de la guerre d'Éthiopie, suivie de la proclamation de l'Empire italien. Il est attribué de droit au roi Victor-Emmanuel III et à Benito Mussolini lui-même.

## Création
La loi no 240 du 2 avril 1938 établit le nouveau grade suprême des forces armées du royaume d'Italie comme suit :
« 
Art. 1.
Le grade de premier maréchal d'Empire est créé.
Art. 2.
Ce grade est conféré à Sa Majesté le Roi-Empereur et à Benito Mussolini, Duce du fascisme.
 »
Le grade est donc conféré exclusivement au roi Victor-Emmanuel III, en tant que chef de l'État, et à Benito Mussolini, en sa qualité de Duce du fascisme, qui exerce également les fonctions de chef du gouvernement, Premier ministre et secrétaire d'État.
L'insigne de grade est une double grecque surmontée d'un aigle sur le couvre-chef et les manches de la veste.

## Historique
La décision de Benito Mussolini de créer un nouveau grade militaire, pour lui-même et pour le roi d'Italie, provoque une crise entre le Duce et le roi Victor-Emmanuel III. De fait, pour la première fois dans l'histoire du royaume d'Italie, le Premier ministre aurait un grade égal à celui du monarque, ce qui lui donnerait le pouvoir de commander les forces armées, un pouvoir exclusif du roi en vertu des dispositions du Statut albertin. Victor-Emmanuel III envisage d'opposer son veto à la loi et sollicite l'avis du professeur Santi Romano, président du Conseil d'État, qui la juge conforme au Statut ; le roi proteste vigoureusement contre l'avis de Romano, qu'il décrit comme un « opportuniste pusillanime dont le travail consiste à trouver des arguments pour justifier les thèses les plus absurdes », mais il finit par signer la loi et la fait promulguer à la Gazzetta Ufficiale.
Le titre devient obsolète avec la chute du régime fasciste en 1943 et est implicitement abrogé avec l'abolition de la monarchie en 1946 et l'entrée en vigueur de la Constitution de la République italienne en 1948. Il faut néanmoins attendre le 22 décembre 2008 pour que la loi l'ayant institué soit formellement abolie par le quatrième gouvernement Berlusconi via un décret-loi converti, avec des modifications, par la loi no 9 du 18 février 2009.

## Liste des titulaires
- Victor-Emmanuel III (1938-1946)
- Benito Mussolini (1938-1943)